# Clemente de la Cerda
Clemente Felipe de La Cerda Martin (Chichiriviche, 13 de octubre de 1935 – Caracas, 13 de diciembre de 1984) fue un director de cine venezolano, hermano del periodista y conductor de televisión Efraín de la Cerda.

## Biografía
Aunque de formación autodidacta, Clemente de la Cerda estudió en la Escuela de Artes Plásticas de Caracas. Entre 1962 y 1963 asistió al Instituto Venezolano de Estudios Fílmicos, dirigido entonces por el actor Luis Salazar. Después estudió teatro con Humberto Orsini en la Universidad Central de Venezuela (UCV) por 8 meses, Al mismo tiempo comenzó a trabajar en Televisa (posteriormente Venevisión) primero como asistente de cámara, experiencia que lo llevaría luego a dirigir programas musicales y telenovelas. Luego de aparecer la tecnología del Video Tape, decidió a trabajar en publicidad y noticieros como camarógrafo y, luego, como director.

## Trayectoria
Inició su carrera como director de cine con Isla de sal, protagonizada por Lila Morillo y Simón Díaz en 1964 y, a finales de ese mismo año, filmó El rostro oculto con Doris Wells y Miguel Ángel Landa, la cual fue estrenada en 1965. Posteriormente con sus propios medios financió y dirigió en 1971 Sin Fin, protagonizada por Chony Fuentes, la cual no tuvo éxito en taquilla y -actualmente- se la considera perdida e intentó finalizar, sin éxito, un proyecto junto a Mauricio Odremán titulado La Carga en 1972. Su siguiente trabajo fue el cortometraje documental Cahuramanacas, una ciudad cualquiera de América Latina en 1973, el cual ganó el Premio Municipal de Cine y le dio ideas para su próximo trabajo cinematográfico.
En 1976 dirigió uno de los filmes más polémicos y taquilleros del cine venezolano: Soy un delincuente, la cual fue basada en la obra testimonial de Ramón Antonio Brizuela (seudónimo de Gustavo Santander) y protagonizada por -el entonces desconocido actor- Orlando Zarramera, quien se convertiría en colaborador habitual de su obra fílmica, junto a María Escalona y Carlos Carrero. El contenido de esta producción denunciaba de manera cruda y violenta los problemas sociales de la clase baja de la época, los cuales aún no han perdido su vigencia y le valieron, en su momento, duras críticas de intelectuales, prensa y TV, así como de las clases alta y media alta del país, quienes no reconocían ese aspecto de Venezuela como propio.
En 1977 dirigió la primera secuela fílmica hecha en Venezuela con Reincindente, Soy Un Delincuente Parte 2, la cual continúa la historia del personaje protagonista de Soy un delincuente. Esta producción es por encargo, razón por la cual no cuenta con su equipo habitual de trabajo. En la misma el director artístico es Rodolfo Santana, con quien iniciaría una estrecha amistad y colaboración hasta casi el final de su carrera fílmica. 
Luego, en 1979, filmó en República Dominicana El Crimen del Penalista con Asdrúbal Meléndez, basada ligeramente en el libro "Grupo Táctico Operacional GATO" del -entonces comisario- Alexis Rosas, así como en el brutal asesinato del abogado Ramón Carmona Vásquez. Ese mismo año realizó Compañero de Viaje protagonizada por Eustoquio "Toco" Gómez y basada en la obra literaria de Orlando Araujo, filme que participa en el Undécimo Festival de Cine de Moscú.
En 1982 dirige Los Criminales junto a su equipo de trabajo habitual (José Jiménez - Director de Fotografía, Rodolfo Santana - guionista y quien también es autor de la obra teatral en la que se basa la película, Miguel Ángel Landa y Orlando Zarramera como actores principales, entre otros) y dos años después Retén de Catia, basada en otro libro de Gustavo Santander (ahora con el seudónimo de Juan Sebastián Aldana) y entre cuyos protagonistas se encuentran Aroldo Betancourt y Orlando Zarramera. Ambos filmes son fuertes visiones sobre la sociedad venezolana, las cuales contaron con gran recepción y recaudación en taquilla, pero también les valieron fuertes críticas debido al duro contenido de las mismas.
Suavizando un poco la fuerza en el contenido de sus filmes, pero sin dejar de lado su visión sardónica de la sociedad venezolana, a finales del año 1984 realiza por encargo Agua que no Has de Beber, una comedia donde se refleja la llamada "viveza criolla" y sus vicios con tonos humorísticos.

## Muerte
El 13 de diciembre de 1984 al día siguiente del estreno de esta película, la cual no contó con el éxito de sus predecesoras, Clemente de la Cerda fallece repentinamente.
Un año después de su deceso se publicó un libro titulado Clemente de la Cerda, Textos, Películas, Fotografías, en el cual hace un estudio exhaustivo su obra artística.

## Filmografía
| Año  | Película                                 |
| ---- | ---------------------------------------- |
| 1964 | Isla de sal                              |
| 1964 | El rostro oculto                         |
| 1971 | Sin fin - perdida                        |
| 1972 | La Carga - inconclusa                    |
| 1973 | Cahuramanacas - cortometraje doc.        |
| 1976 | Soy un delincuente                       |
| 1977 | Reincindente, Soy Un Delincuente Parte 2 |
| 1979 | El crimen del penalista                  |
| 1979 | Compañero de viaje                       |
| 1982 | Los Criminales                           |
| 1983 | La virgen de Chiquinquirá                |
| 1984 | Retén de Catia                           |
| 1984 | Agua que no has de beber                 |